# Бонао
Бонао (Bonao) — рудне нікеленосне поле в Домініканській Республіці. Відкрите в 1955 році, розробляється з 1971 році.

## Характеристика
Включає великі родовища силікатних нікелевих руд — Лома-де-ла-Пегера і Ель-Сейбо. Рудні тіла пластоподібної форми потужністю до 30 м, приурочені до кір вивітрювання ультраосновних порід, представлені червоними землистими латеритами.
Основні мінерали руд — гетит, гідрогетит, гідрогематит, асболан, феригалуазит, кероліт, нонтроніт, гідрохлорит, гарнієрит. Запаси руди Бонао — 144,4 млн т, вміст Ni — 1,58 %, Со — 0,06 %.

## Технологія розробки
Родовище розробляється відкритим способом. Руда збагачується.